# Pallacanestro Virtus Roma 2000-2001
Formazione della Pallacanestro Virtus Roma 2000-2001 (vincitrice della Supercoppa italiana 2000).
2000-2001
| 5  | Italia (bandiera)      | Federico Antinori    |
| 6  | Stati Uniti (bandiera) | Rod Sellers          |
| 7  | Stati Uniti (bandiera) | Jerome Allen         |
| 8  | Italia (bandiera)      | Alessandro Tonolli   |
| 9  | Italia (bandiera)      | Alex Righetti        |
| 10 | Argentina (bandiera)   | Juan Espil           |
| 12 | Italia (bandiera)      | Giancarlo Marcaccini |
| 13 | Italia (bandiera)      | Andrea Niccolai      |
| 14 | Italia (bandiera)      | Gianluca Lulli       |
| 15 | Italia (bandiera)      | Massimiliano Monti   |
| 20 | Italia (bandiera)      | Massimo Minto        |

- Allenatore: Attilio Caja
- Presidente: Giovanni Malagò